# Julio Ernesto Granda Zúñiga
Julio Ernesto Granda Zúñiga (* 25. Februar 1967 in Camaná, Region Arequipa) ist ein peruanischer Schachspieler.

## Leben
Als drittältestes von sieben Kindern wuchs Granda Zúñiga im ländlichen Camaná auf. Im Alter von fünf Jahren lernte er das Schachspielen. Training erhielt er später von FIDE-Meister Javier García Toledo und dem IM Oscar Quiñones Carrillo. Er ist einer der wenigen, wenn nicht der einzige Großmeister mit einer Ratingzahl, die meist über 2600 Elo-Punkten liegt, der weder einen Sekundanten hat, noch sich nach eigenen Angaben EDV-unterstützt vorbereitet. Sein Spiel ist intuitiv und aggressiv mit einem tiefen Verständnis von Angriffsoptionen. Als Obstlandwirt und ohne Förderung durch den peruanischen Staat oder den peruanischen Schachbund (FPA) hat er nicht die finanziellen Möglichkeiten wie manch andere Schachspieler unter den besten vierzig der Weltrangliste. Granda Zúñiga ist dafür bekannt, dass er manchmal für ein paar Wochen unauffindbar ist, aber doch wieder auftaucht. Im Jahr 1998 sprach er von einer übernatürlichen Erscheinung, einer persönlichen Erfahrung, die ihn dazu bewog, für mehrere Jahre mit dem Schachspielen aufzuhören. 2002 jedoch begann er wieder Turniere zu spielen.

## Erfolge und Turnierlaufbahn

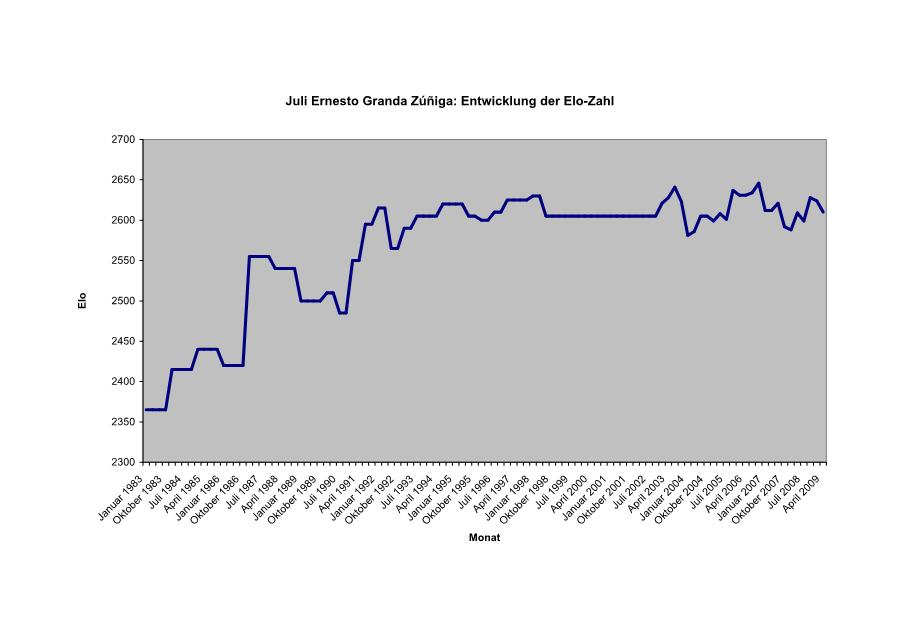
Entwicklung der Elo-Zahl Granda Zúñigas, Januar 1983 bis April 2009

Internationaler Meister wurde er 1984, Großmeister 1986. Zuletzt unter den besten 40 der FIDE-Weltrangliste (seine bisher beste Weltranglistenposition war der 25. Platz) war er in der ersten Jahreshälfte 1998.
Mit der peruanischen Nationalmannschaft nahm er seit 1986 bis einschließlich 2014 an elf Schacholympiaden teil, davon zehnmal am ersten Brett mit einem Gesamtergebnis von 83,5 Punkten aus 133 Partien (+60 =47 −26). Bei der panamerikanischen Mannschaftsmeisterschaft 1987 im argentinischen Junín erhielt er eine individuelle Goldmedaille für sein Ergebnis von 4,5 aus 6 am Spitzenbrett der peruanischen Nationalmannschaft.
Nachdem er bereits als Kind die Meisterschaft von Arequipa 1976 gewonnen hatte, bestand sein erster großer internationaler Erfolg in dem Gewinn der U14-Weltmeisterschaft in Mazatlán im Jahr 1980. Hierfür erhielt er die Sportauszeichnung Laureles Deportivos. Es folgten einige Jahre später der Gewinn der Panamerikanischen Jugendmeisterschaft in Lima (1984) sowie eine größere Anzahl von Turniererfolgen in Havanna (1986), Lyon, Barcelona und Sevilla (jeweils 1990), Buenos Aires (1991) und New York (1992).
Ein weiterer Höhepunkt war 1993 der Sieg im Zonenturnier in Brasília mit sieben Punkten aus neun Partien. Diesen Erfolg konnte er 1995 beim Zonenturnier in São Paulo wiederholen. Ins Jahr 1993 fiel auch der mit Bent Larsen geteilte Sieg im Internationalen Open (Abierto Internacional) in Mar del Plata. In den Jahren 1994 bis 1997 und 2002 gewann Granda Zúñiga insgesamt fünfmal die Peruanische Einzelmeisterschaft.
Gleich zweimal hintereinander nahm Granda Zúñiga siegreich am stark besetzten Jan Hein Donner Memorial in Amsterdam teil: 1995 (geteilt mit Jan Timman, noch vor Judit Polgár, Alexei Schirow, Alexander Chalifman, Alexander Morosewitsch, Waleri Salow und Jeroen Piket) und in der darauffolgenden und letzten Ausgabe 1996 (geteilt mit Wassyl Iwantschuk, vor Gata Kamsky, Nick de Firmian, Jeroen Piket, ferner unter anderem Waleri Salow, Jan Timman und Alexander Morosewitsch).
Auch in jüngerer Zeit gelangen Granda Zúñiga zahlreiche Turniererfolge: angefangen 2003 beim 38. Capablanca-Gedenkturnier in Havanna, der Copa Entel 2004 in Santiago de Chile, der FEDA 103 Salinas 2005 in Guayaquil – und ebenfalls 2005 – beim ITT Lic. Berman Hillmann in Santa Cruz de la Sierra beziehungsweise Magistral 50 Aniversario de V. Martel in Buenos Aires und 2006 beim 2. Vila de Sort International Open in Sort und nochmals der erwähnten Copa Entel in Santiago de Chile. Im Jahr 2007 kamen weitere Siege in San Cristóbal (Venezuela) und Navalmoral de la Mata hinzu, 2008 gewann er das 15. Feria del Orinoco-Turnier in Ciudad Bolívar, das 28. Open Internacional Villa de Benasque in Benasque und das 3. Open Internacional in Cáceres. Die amerikanische Kontinentalmeisterschaft gewann er viermal, und zwar 2007 in Cali,  2012 in Mar del Plata, 2013 in Cochabamba und 2014 in Praia da Pipa. Seinen Ruf als einer der stärksten Großmeister Lateinamerikas verteidigte Granda Zúñiga zum Beispiel auch 2008 mit seinem Sieg bei der 2. Ibero-Amerikanischen Meisterschaft in Morelia. Im November 2017 gewann er in Acqui Terme die Seniorenweltmeisterschaft in der Altersklasse 50+. Im Januar 2016 gewann er das Floripa Chess Open in Florianópolis.
Seit 2007 spielt er in der portugiesischen Campeonato Nacional für den mehrmaligen portugiesischen Mannschaftsmeister Academia Xadrex de Gaia aus Vila Nova de Gaia, in der spanischen Mannschaftsmeisterschaft spielte er 1997 für La Caja de Canarias, 2007 bis 2009 für Caja Canarias Santa Cruz, mit denen er 2008 Meister wurde, danach für Jaime Casas de Monzón und 2015 für Ajedrez Collado Villalba. Mit La Caja de Canarias nahm er auch am European Club Cup 1990 teil. In der deutschen Bundesliga spielte Granda Zúñiga in der Saison 2016/17 für DJK Aufwärts St. Josef Aachen.

## Partiebeispiel
Ein Springeropfer in einer Schachpartie gegen Yasser Seirawan, die er 1993 in Buenos Aires spielte, wurde von Tim Krabbé als einer der 20 phantastischsten Züge der Schachgeschichte ausgewählt:
|   | a | b | c | d | e | f | g | h |   |
| 8 |   |   |   |   |   |   |   |   | 8 |
| 7 |   |   |   |   |   |   |   |   | 7 |
| 6 |   |   |   |   |   |   |   |   | 6 |
| 5 |   |   |   |   |   |   |   |   | 5 |
| 4 |   |   |   |   |   |   |   |   | 4 |
| 3 |   |   |   |   |   |   |   |   | 3 |
| 2 |   |   |   |   |   |   |   |   | 2 |
| 1 |   |   |   |   |   |   |   |   | 1 |
|   | a | b | c | d | e | f | g | h |   |

1. Sg1–f3 Sg8–f6 2. c2–c4 c7–c5 3. Sb1–c3 e7–e6 4. g2–g3 b7–b6 5. Lf1–g2 Lc8–b7 6. 0–0 Sb8–c6 7. e2–e4 e6–e5 8. d2–d3 g7–g6
Der englische Großmeister John Emms schrieb in seinem Buch The most amazing chess moves of all time, dass er den nächsten Zug normalerweise für ein einfaches Übersehen gehalten hätte, wäre er nicht von einem so guten Spieler gemacht worden. Die Kompensation für Weiß bestehe darin, dass er durch die folgenden Bauernvorstösse die schwarzen Springer unter Tempogewinn zurücktreibt, Raum gewinnt und einen Königsangriff einleiten kann. Zudem habe das Opfer eine starke psychologische Wirkung und biete Weiß gute praktische Chancen. Granda Zúñiga überlegte hier 40 Minuten lang.
9. Sf3xe5 Sc6xe5 10. f2–f4 Se5–c6 11. e4–e5 Sf6–g8 12. f4–f5 Sg8–h6
Seirawan gab später 12. … Ta8–b8 als Verbesserung an.
13. Sc3–e4 Sh6xf5 14. Se4–f6+ Ke8–e7 15. Sf6–d5+ Ke7–e8 16. Sd5–f6+ Ke8–e7 17. g3–g4 Sf5–d4 18. Dd1–e1 Dd8–b8 19. Sf6–d5+ Ke7–d8 20. Lc1–g5+ Kd8–c8 21. Tf1xf7 Sd4–e6 22. Lg5–f6 Sc6–d8 23. Tf7–e7 Th8–g8
Nach diesem Fehler gewinnt Weiß die Oberhand. Besser wäre 23. … Lb7xd5 mit unklarer Stellung gewesen.
24. Te7–e8 Lb7–c6 25. Lf6xd8 Se6xd8 26. Sd5–f6 Tg8–h8 27. Lg2xc6 d7xc6 28. De1–e4 Db8–c7 29. e5–e6 Lf8–g7 30. e6–e7 Th8xe8 31. Sf6xe8 Lg7–d4+ 32. Kg1–h1 Dc7–d7 33. Se8–d6+ Dd7xd6 34. e7–e8D a7–a5 35. Ta1–f1 Ta8–a7 36. Tf1–f8 Ta7–d7 37. De4–e6 Dd6xe6 38. De8xe6 Kc8–c7 39. De6–e2 Ld4–g7 40. Tf8–f2 Lg7–d4 41. Tf2–f3 Td8–f7 42. Tf3–f4 Sf7–d6 43. Kh1–g2 Sd6–c8 44. b2–b3 Td7–e7 45. Tf4–e4 Te7–f7 46. De2–e1 Tf7–d7 47. De1–g3+ Kc7–b7 48. h2–h3 Td7–f7 49. h3–h4 Tf7–d7 50. Te4–e6 Ld4–c3 51. Dg2–f2 Sc8–d6 52. Df3–f8 Sd6–c8 53. Te6–e8 Td7–c7 54. Te8–d8 Lc3–g7 55. Df8–e8 Lg7–f6 56. Td8xc8 1:0
Schwarz gab auf. Nach 56. … Tc7xc8 würde der Doppelangriff 57. De8–f7+ den Läufer erobern.